# Meserani
Meserani ist ein Verwaltungsbezirk (Ward) des Distrikts Monduli in der tansanischen Region Arusha.

## Geografie
Meserani liegt im Norden von Tansania, etwa 40 Kilometer südwestlich der Regionshauptstadt Arusha. Das Gebiet ist größtenteils flach und liegt in einer Höhe von rund 1200 Metern. Bei der Volkszählung 2022 lebten hier 10.771 Menschen in 2685 Haushalten.

## Gliederung
Der Bezirk besteht aus zwei Gemeinden (Mtaa) mit neun Orten (Kitongoji):
| Meserani Juu - Loosingiran - Duka Bovu - Shakape - Ingokumet - Mussa - Duka Mbili | Meserani Bwawani - Loolera - Embararwai - Lipisiek |

## Wirtschaft und Infrastruktur
- Gesundheit: Im Bezirk gibt es zwei Apotheken, eine staatliche[6] und eine private.[7]
- Verkehr: Die asphaltierte Nationalstraße T5, die Arusha mit dem Westen verbindet, bildet die Grenze im Nordosten.[3]

## Sehenswürdigkeiten
- Schlangenpark: Der Meserani Snake Park bietet neben afrikanischen Schlangen auch Krokodile und ein Massai-Museum.[8]